# Данаблю
Данаблю (дат. Danablu) — вид голубого сыра с плесенью (плесневой грибок вида Пеницилл рокфоровый), изготавливаемый в Дании. Международное название — Danish Blue. Схож с рокфором, но производится из коровьего молока.

## История
Голубые сыры производятся в Дании уже несколько сотен лет. Производство данаблю — датского сыра с голубой плесенью — было начато Мариусом Боелем на острове Фюн в 1915 году. В 1927 году используемое для производства голубого сыра молоко было стандартизировано. С тех пор производство сыров с голубой плесенью выросло, и сегодня данаблю известен во всём мире. В 1992 году данаблю был зарегистрирован Европейским Союзом как сыр с защищённым географическим происхождением, что подтверждено присвоением знака «PGI» (Protected Geographical Indication). Это означает, что сыр производится только в Дании, что он законодательно защищён от производства в других странах.

## Производство
Производство данаблю — процесс весьма трудоёмкий. Рост культуры голубой плесени требует большого количества кислорода, поэтому в сыре нужно сделать много пустот (трещин) для развития плесени. Сыр прокалывается специальным приспособлением с длинными стальными иглами, которые оставляют после себя много воздушных полостей. После этого сыр остаётся в покое, чтобы плесень могла «дышать». Плесень развивается от центра головки к поверхности. Около месяца требуется для того, чтобы плесень стала видна на поверхности сыра. Перед тем, как сыр покидает сырный завод, его поверхность моется и сушится. Наконец, сыр разрезается на кусочки нужного размера (если это необходимо) и упаковывается в фольгу. Белоснежный сыр составляет яркий контраст с синей плесенью, равномерно рассыпанной на срезе, из-за чего его в Дании также называют мраморным.